# Ленчински окръг
Ленчински окръг (на полски: Powiat łęczyński) е окръг в Източна Полша, Люблинско войводство. Заема площ от 633,64 км2. Административен център е град Ленчна.

## География
Окръгът се намира в историческия регион Малополша. Разположен е в централната част на войводството.

## Население
Населението на окръга възлиза на 57 668 души (2012 г.). Гъстотата е 91 души/км2.

## Административно деление
Административно окръгът е разделен на 6 общини.
Градско-селска община:
- Община Ленчна

Селски общини:
- Община Людвин
- Община Милейов
- Община Пухачов
- Община Спичин
- Община Цицов

## Фотогалерия
- Ленчна
- Милейов
- Цицов